# Zdenka Hradečná
Zdenka Hradečná (27. ledna 1927 Brno – květen nebo červen 2024) byla česká radiobioložka, badatelka v oblasti výzkumu rakoviny a virů.

## Život
Narodila se 27. ledna 1927 v Brně. Absolvovala Lékařskou fakultu Univerzity Jana Evangelisty Purkyně (Masarykovy univerzity) v Brně. Poté pracovala v Biologickém ústavu Československé akademie věd (ČSAV) v Brně a následně v Biofyzikálním ústavu ČSAV v Brně i v Ústavu experimentální onkologie ČSAV v Bratislavě. V roce 1993 začala působit v McArdlově laboratoři pro výzkum rakoviny (McArdle Laboratory for Cancer Research) na Lékařské fakultě Wisconsinské univerzity (School of Medicine and Public Health, University of Wisconsin) v Madisonu v USA.
Po proškolení v zahraničí se v 50. letech stala první ženou v Československu, která pracovala v biologickém ústavu brněnské univerzity s elektronovým mikroskopem, studovala morfologii a vývoj bakteriálních virů. Na Biofyzikálním ústavu ČSAV poté vedla oddělení molekulární biologie virů a bakterií a zkoumala účinky ionizujícího záření. Během svého zahraničního stipendia spolupracovala např. se švýcarským mikrobiologem Wernerem Arberem, pozdějším laureátem Nobelovy ceny (1978). V McArdlově laboratoři se věnovala oblasti přenosu a přepisu genetické informace na molekulární úrovni a expresi genu.
V únoru 2020 jí brněnská primátorka Markéta Vaňková udělila Cenu města Brna pro rok 2019.